# Lluís Maria Corominas i Díaz
Lluís Maria Corominas i Díaz   (Castellar del Vallès, 14 de febrer de 1963) és un polític català. Ha estat diputat (2003-2018) i president del grup parlamentari de Junts pel Sí.

## Biografia
Nascut a Castellar del Vallès (Vallès Occidental) l'any 1963, és pare de dues filles. Es va llicenciar en dret per la Universitat Autònoma de Barcelona i diplomar en Funció Gerencial de les Administracions Públiques (FGAP) per l'Escola Superior d'Administració i Direcció d'Empreses. Advocat col·legiat des del 1986, ha exercit per compte propi durant diverses etapes de la seva trajectòria professional. En el teixit associatiu ha estat vinculat al bàsquet durant més de vint anys, com a jugador i com a entrenador.
La seva activitat política es va iniciar com a alcalde de Castellar del Vallès (1992-2004) agafant el relleu d'Albert Antonell, i va ser substituït per Montse Gatell. Ha ocupat diferents responsabilitats, entre elles les de vicepresident del Consell Comarcal del Vallès Occidental, vicepresident del Fons Català de Cooperació al Desenvolupament, conseller nacional de l'Associació Catalana de Municipis, membre del consell rector de l'Institut Cartogràfic de Catalunya i del patronat de la Fundació Trias Fargas.
Va ser militant Convergència Democràtica de Catalunya (CDC). Dins de la formació, va ocupar diferents responsabilitats com a secretari d'organització, vicesecretari de territori, secretari executiu de territori, militància i acció municipal. Actualment és militant de Junts per Catalunya i anteriorment havia estat conseller nacional del Partit Demòcrata.
Va ser escollit diputat al Parlament de Catalunya l'any 2003 (VII legislatura) i reelegit a la VIII, IX, X i XI legislatures, en les eleccions de 2006, 2010, 2012 i 2015. Ha estat ponent de diferents lleis com les de l'Oficina Antifrau de Catalunya, la de l'Àrea Metropolitana de Barcelona, la d'Organització Territorial, i la de Transparència, entre d'altres. El 2008, va substituir a Ramon Camp a la vicepresidència segona del Parlament. En l'inici de la novena legislatura va ser elegit vicepresident primer del Parlament. El 17 de desembre de 2012, va ser elegit vicepresident segon de la cambra catalana quan es va constituir el Parlament de la desena legislatura, i el 26 d'octubre de 2015 va tornar a ser elegit vicepresident primer en l'onzena legislatura. Va ser president del grup parlamentari de Junts pel Sí el juliol de 2017.
Va estar processat per desobediència per haver votat a la Mesa del Parlament a favor de la tramitació de la Llei del referèndum d'autodeterminació de Catalunya, pendent de la resolució del recurs que va presentar la fiscalia davant del Tribunal Suprem.